# Голуб’як Зенон
Голуб’як Зенон-Остап («Богдан», «Борис», «Голуб», «Корж», «Остап», «Сокіл»; 1919, с. Тустань Галицького р-ну Івано-Франківської обл. – 27.03.1945, біля с. Бишки Тернопільського р-ну Тернопільської обл.) - Лицар Бронзового хреста заслуги УПА.

## Життєпис
Народився у сім’ї селян. Освіта – середня: закінчив народну школу у рідному селі, навчався у Станиславівській гімназії (?-1939), а матуру здав у Холмській класичній гімназії (1940). Член Юнацтва ОУН із 1938 р. В роки першої більшовицької окупації перебував на території Польщі, окупованій німцями. Учасник похідної групи ОУН (літо 1941), яка діяла на Кам’янець-Подільщині. Керівник Кам’янець-Подільського обласного проводу ОУН (1943-12.1944) і водночас командир Кам’янець-Подільського куреня УПА (04.-05.1944). Після реорганізації – керівник Кам’янець-Подільського окружного проводу ОУН (12.1944-03.1945), можливо, був переведений у референтуру пропаганди крайового проводу ОУН (1945).

## Нагороди
- Згідно з Наказом Головного військового штабу УПА ч. 2/47 від 2.09.1947 р. керівник Кам’янець-Подільського окружного проводу ОУН Зенон Голуб’як – «Борис» нагороджений Бронзовим хрестом заслуги УПА.

## Вшанування пам'яті
- 1.12.2017 р. від імені Координаційної ради з вшанування пам’яті нагороджених Лицарів ОУН і УПА у м. Галич Івано-Франківської обл. Бронзовий хрест заслуги УПА (№ 033) переданий Надії Кормилець, племінниці Зенона Голуб’яка – «Бориса».